# Общество эстонских студентов

Флаг ОЭС (впоследствии принят как флаг Эстонии)

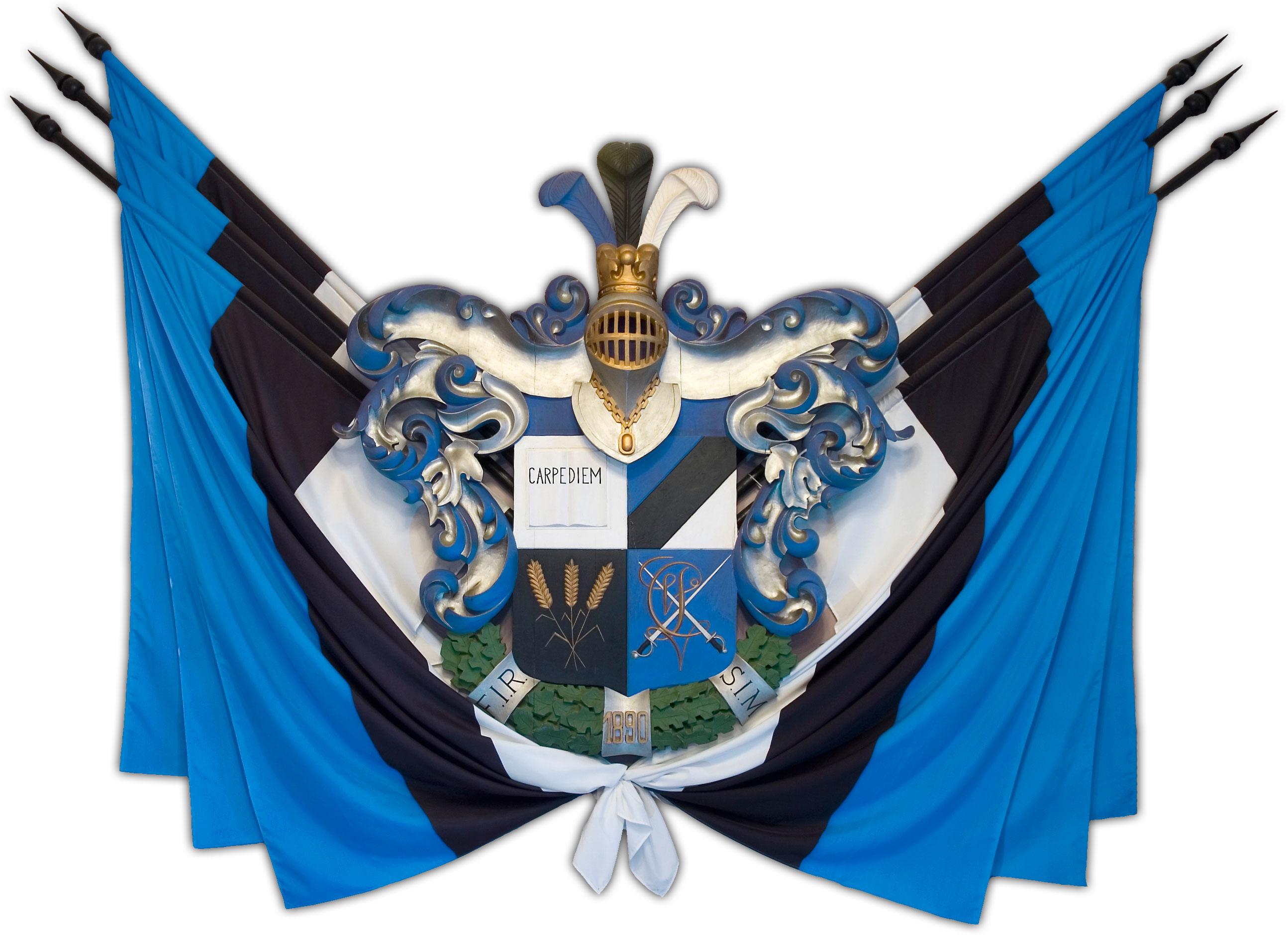
Герб ОЭС

Общество эстонских студентов (эст. Eesti Üliopilaste Selts, используемая аббревиатура: EÜS) — крупнейшее и старейшее студенческое общество в Эстонии, которое идентично студенческим корпорациям прибалтийских немцев. Было основано в 1870 году в Тартуском университете. Имеет более 800 членов в Эстонии и за рубежом.

## История

### Основание
Общество эстонских студентов было основано 7 апреля (26 марта) 1870 года пятью студентами и тремя эстонскими интеллектуалами: Андреас Куррикофф, Генрих Розенталь, Густав Треффнер, Хуго Треффнер, Мартин Вюхнер, Якоб Хюрт, Вильгельм Эйзеншмидт и Йохан Вольдемар Янсен. Они собрались вместе для чтения национального эстонского эпоса Калевипоэг. Эта встреча была названа первым "вечером Калевипоэг. Эти люди решили продолжить встречи в той же форме. Это решение легло в основу Общества эстонских студентов, которое стало первым этническим объединением эстонских студентов.

### 1880-е годы
Название «Общество эстонских студентов» вошло в употребление в 1883 году, когда организация была зарегистрирована в Тартуском университете как академико-культурное общество. Это было первой официальной регистрацией общества.
В 1889 году общество начало издавать журналы (эст. albumid), которые состояли из научных статей, эссе и художественных текстов.

### Fraternitas Viliensis (1890)
В 1890 году общество пыталось утвердиться в качестве корпорации Fraternitas Viliensis в соответствии с моделью студенческих корпораций прибалтийских немцев и было принято другими корпорациями. Создание корпорации было остановлено русским служащим Николаем Лавровским, который в то время был руководителем Рижского учебного округа. Это была последняя большая попытка создать общество эстонских студентов в качестве корпорации.
Позднее попытки окончились с расколом членов и созданием корпорации Fraternitas Estica в 1907 году и Sakala в 1909 году, которые были сформированы с откровенной имитацией корпораций балтийских немцев.

### Начало XX века

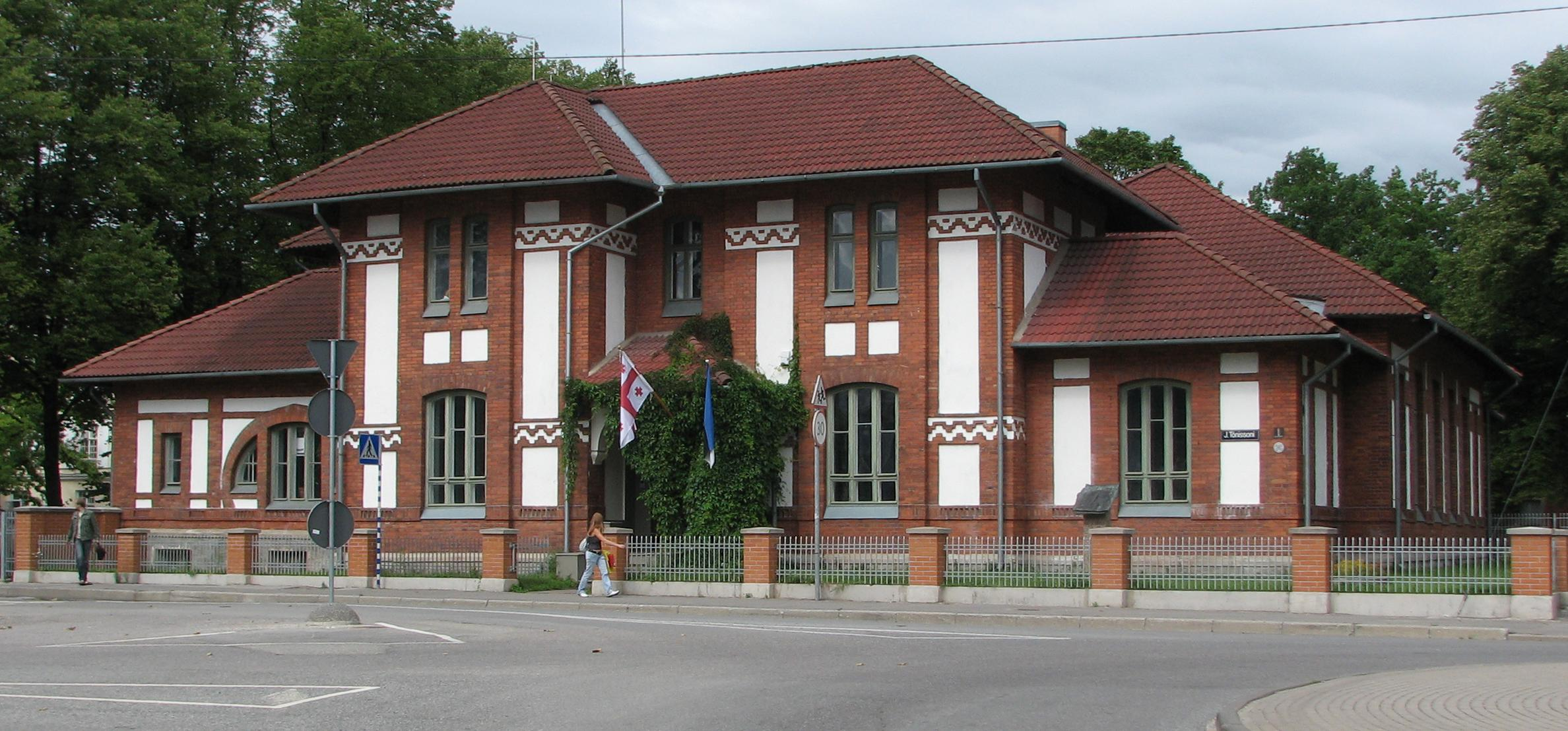
Здание Общества эстонских студентов

Новое здание было закончено в 1902 году по проекту Георга Хеллата, одного из первых профессиональных архитекторов Эстонии. Церемония открытия состоялась 10-11 сентября 1902 года.
Организация была составлена по образцу прибалтийских немцев и их традиций, но в начале 20-го века претерпела перемены. Некоторые традиции, такие как обязательные уроки фехтования, которые были свойственны обществу, были отменены в сентябре 1904 года.

### Во время войны за независимость (1918—1920)
24 ноября 1918 года Общество эстонских студентов решило в полном объёме присоединиться к эстонским войскам в борьбе за независимость. 13 членов погибли и 63 студента и выпускника были награждены Крестом Свободы.

### Во время независимости Эстонии (1920—1940)
В 1925 году была опубликована книга Йохана Коппа «Eesti Uliopilaste Seltsi ajalugu I. 1870—1905» (История Общества эстонских студентов I. 1870—1905). Дом был увеличен в 1930 году по дизайну архитектора Артура Кирсипуу.

## Символы

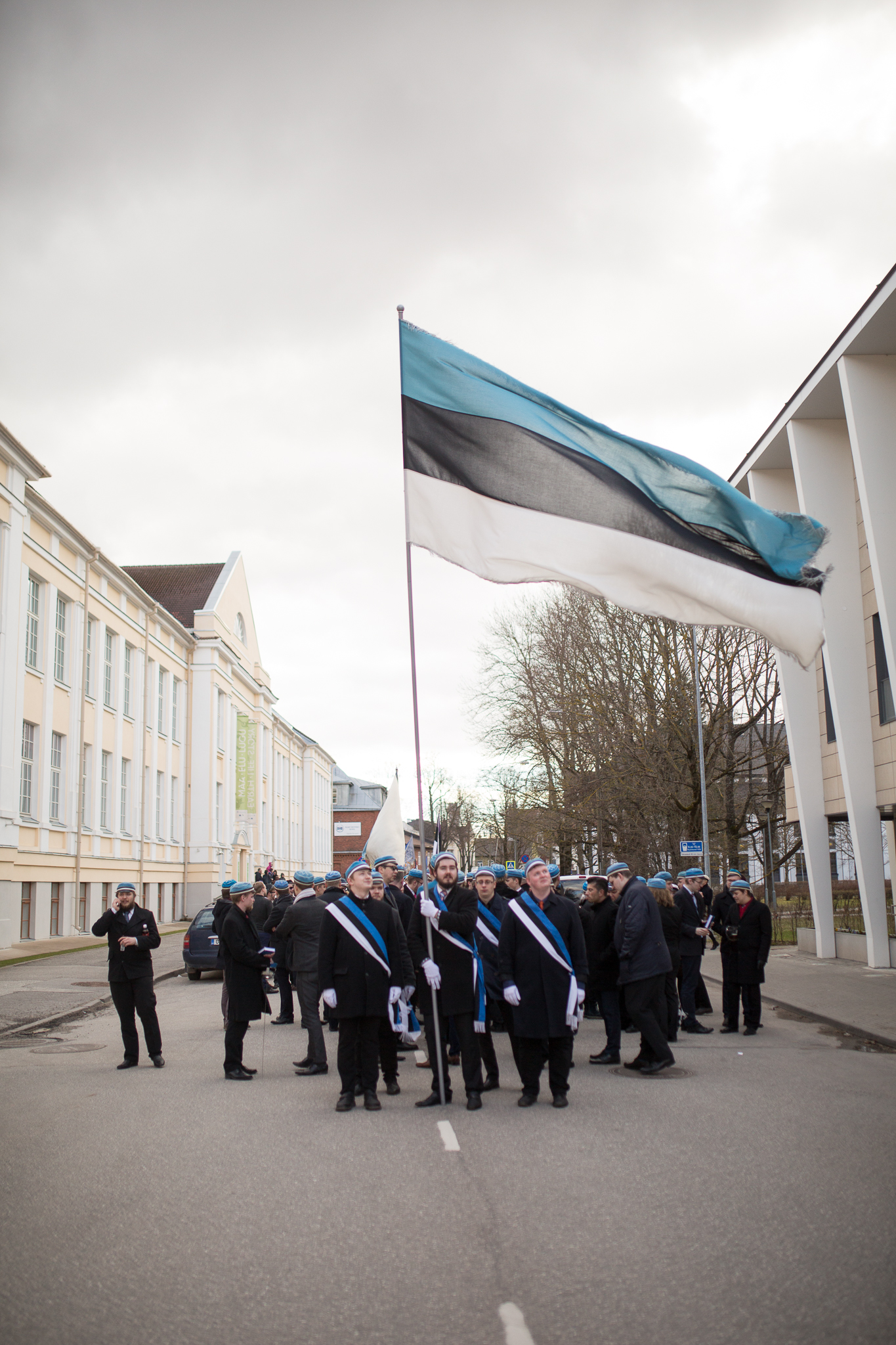

### Флаг
В 1881 году общество решило принять синий, чёрный и белый цвета в качестве своих цветов. Первый сине-чёрно-белый флаг был сделан весной 1884 года. С этого момента выступления с этим флагом были запрещены в Тарту, а флаг был освящён 4 июня 1884 года в Отепя.
Флаг получил большее государственное значение в начале двадцатого века. Временное правительство Эстонской Республики объявило сине-чёрно-белый триколор официальным эстонским национальный флагом 21 ноября 1918 года. Хотя это решение не может быть найдено в «Riigi Teataja», его можно рассматривать как правовую оценку сложившейся ситуации.
Первый оригинальный флаг до сих пор находится во владении Общества эстонских студентов и выставлен в Эстонском национальном музее. Флаг был выставлен в Церкви Отепя во время празднования 120-й годовщины флага в июне 2004 года и во время 90-й годовщины Республики Эстония в Церкви св. Елизаветы в Пярну в феврале 2008 года.

### Герб
Существующий герб был создан в 1890 году, когда общество пробовало представить себя как Корпорацию Fraternitas Viliensis. Он состоит из трёх флагов, рыцарского шлема, щита и дубовой короны.
В верхнем левом поле щита расположена открытая белая книга. Названием книги является фраза Carpe diem, означающее не «Наслаждайся моментом», как часто ошибочно переводится, a «Пользуися днем», что может быть интерпретировано как основной принцип общества.
Так или иначе, девизом является латинское изречение: Fortiter in re suaviter in modo, что означает «Твёрдо в деле, мягко в обращении». Он написан как аббревиатура «F.I.R» на левой и «S.I.M.» — на правой стороне короны.

## Исторические связи
Общество эстонских студентов имеет соглашения с четырьмя зарубежными студенческими организациями. В 1928 году Общество эстонских студентов заключило соглашение с финской «Нацией» Хельсинкского университета. Это было первое соглашение, заключённое между эстонскими и финскими студенческими организациями.
В 1937 году последовало соглашение со студенческим обществом Austrums Латвийского университета. В 1991 году было заключено соглашение с финско-шведской «Нацией» Университета Хельсинки. Общество эстонских студентов и его финский партнер обменялись визитами студентов.

## Структура
Организация состоит из двух легальных органов:
- Общество эстонских студентов, основанное в 1870 году и зарегистрированное 30 декабря 1988 года Тартуским университетом и Тартуской городской администрацией;
- Ассоциация выпускников Общества эстонских студентов, основанное в 1884 году и зарегистрированное в соответствии с Актом некоммерческой ассоциации Республики Эстония 8 марта 1995 году (регистрационный номер 80055073).

## Отделения
Вплоть до 1936 года все члены Общества эстонских студентов без исключения были студентами Университета Тарту. С 1936 года также стали приниматься студенты Таллинского технического университета. Это привело к основанию Таллинского отделения для активных членов. Отделение для выпускников было основано в Таллине ещё в 1921 году. С 1945 года различные отделения Общества эстонских студентов были основаны за рубежом эмигрировавшими членами общества в Швеции, Германии, Австралии, Великобритании, Канаде, Соединённых Штатах Америки и Аргентине.
Нынешние действующие отделения:
- Таллинское отделение
- Пярнуское отделение
- Отделение в Балтиморе
- Калифорнийское отделение
- Отделение в Гётеборге
- Стокгольмское отделение
- Отделение в Торонто
- Брюссельское отделение

Отделения Общества эстонских студентов за рубежом принимают студентов из других университетов и прочих высших учебных заведений.